# Lätt tungvikt i boxning vid olympiska sommarspelen 1976
Resultat från boxning vid olympiska sommarspelen 1976 och herrarnas lätta tungvikt. Boxarna vägde under 81 kg. Tävlingarna arrangerades i Montréal.

## Medaljörer
| Klass         | Guld              | Silver             | Brons                                             |
| Lätt tungvikt | Leon Spinks · USA | Sixto Soria · Kuba | Costica Danifoiu · Rumänien Janusz Gortat · Polen |

## Resultat

### Första rundan
| Vinnare                   | Resultat      | Förlorare              |
| Första rundan             | Första rundan | Första rundan          |
| ------------------------- | ------------- | ---------------------- |
| Vilmos Jakab (HUN)        | WO            | Mohamed Mama (GHA)     |
| Juan Domingo Suarez (ARG) | KO-1          | Hocine Tafer (FRA)     |
| Janusz Gortat (POL)       | 3-2           | Miloslav Popović (YUG) |
| Georgi Stoymenov (BUL)    | 5-0           | Ernesto Sanchez (VEN)  |
| Leon Spinks (USA)         | KO-1          | Abellatif Fatihi (MAR) |
| Anatoliy Klimanov (URS)   | 5-0           | Roger Fortin (CAN)     |
| Jean-Claude Montane (AND) | WO            | Gabriel Daramola (NGR) |
| Ottomar Sachse (GDR)      | WO            | Louis Ngatchou (CMR)   |

### Andra rundan
| Vinnare                   | Resultat     | Förlorare                 |
| Andra rundan              | Andra rundan | Andra rundan              |
| ------------------------- | ------------ | ------------------------- |
| Sixto Soria (CUB)         | KO-2         | José Rosa (PUR)           |
| Wolfgang Gruber (FRG)     | WO           | Frederick Sabat (KEN)     |
| Kostică Dafinoiu (ROM)    | WO           | Robert Nixon (GUY)        |
| Robert Burgess (BER)      | WO           | Seifu Mekonnen (ETH)      |
| Juan Domingo Suarez (ARG) | KO-1         | Vilmos Jakab (HUN)        |
| Janusz Gortat (POL)       | AB-3         | Georgi Stoymenov (BUL)    |
| Leon Spinks (USA)         | 5-0          | Anatoliy Klimanov (URS)   |
| Ottomar Sachse (GDR)      | RSC-3        | Jean-Claude Montane (AND) |

### Kvartsfinaler
| Vinnare                | Resultat      | Förlorare                 |
| Kvartsfinaler          | Kvartsfinaler | Kvartsfinaler             |
| ---------------------- | ------------- | ------------------------- |
| Sixto Soria (CUB)      | KO-2          | Wolfgang Gruber (FRG)     |
| Kostică Dafinoiu (ROM) | 5-0           | Robert Burgess (BER)      |
| Janusz Gortat (POL)    | 4-1           | Juan Domingo Suarez (ARG) |
| Leon Spinks (USA)      | 5-0           | Ottomar Sachse (GDR)      |

### Semifinaler
| Vinnare           | Resultat    | Förlorare              |
| Semifinaler       | Semifinaler | Semifinaler            |
| ----------------- | ----------- | ---------------------- |
| Sixto Soria (CUB) | AB-1        | Kostică Dafinoiu (ROM) |
| Leon Spinks (USA) | 5-0         | Janusz Gortat (POL)    |

### Final
| Vinnare           | Resultat | Förlorare         |
| Final             | Final    | Final             |
| ----------------- | -------- | ----------------- |
| Leon Spinks (USA) | RSC-3    | Sixto Soria (CUB) |